# Sangengluo (köpinghuvudort i Kina, Hainan Sheng, lat 18,86, long 110,18)
Sangengluo är en köpinghuvudort i Kina. Den ligger i provinsen Hainan, i den södra delen av landet, omkring 130 kilometer söder om provinshuvudstaden Haikou. Antalet invånare är 9 901. Befolkningen består av 4 497 kvinnor och 5 404 män. Barn under 15 år utgör 23,0 %, vuxna 15-64 år 69 %, och äldre över 65 år 7,0 %.
Runt Sangengluo är det tätbefolkat, med 356 invånare per kvadratkilometer. Närmaste större samhälle är Changfeng, 15,0 km öster om Sangengluo. I omgivningarna runt Sangengluo växer i huvudsak städsegrön lövskog.
Genomsnittlig årsnederbörd är 2 185 millimeter. Den regnigaste månaden är september, med i genomsnitt 364 mm nederbörd, och den torraste är januari, med 20 mm nederbörd.